# Мукачевский государственный университет
Мукачевский государственный университет (МГУ) (укр. Мукачівський державний університет) — высшее учебное заведение III уровня аккредитации, расположенное в городе Мукачево Закарпатской области Украины. Государственной формы собственности, подчинëн Министерству образования и науки Украины.

## История
Согласно Постановлению Кабинета Министров Украины от 14 июля 1995 года в городе Мукачево был открыт филиал Технологического университета Подолья (г. Хмельницкий).
В 1997 году правительством и Министерством образования и науки Украины в результате реформирования сети высших учебных заведений на базе Мукачевского филиала Технологического университета Подолья был создан Мукачевский технологический институт (МТИ). Основной задачей института была подготовка высококвалифицированных специалистов для легкой промышленности и сервисного обслуживания.
Мукачевский государственный университет был создан в сентябре 2008 года путём объединения Мукачевского технологического института с Мукачевским гуманитарно-педагогическим институтом.

## Структура университета
В университете функциониируют четыре факультета 
- факультет экономики, управления и инженерии
- факультет туризма и гостинично-ресторанного бизнеса;
- педагогический факультет;
- гуманитарный факультет;

Структурными подразделениями университета также являются
- Виноградовский государственный колледж (Виноградов);
- Гуманитарно-педагогический колледж (Мукачево).

В университете работают 16 кафедр.